# Arichanna negans
Arichanna negans là một loài bướm đêm trong họ Geometridae.